# McNairy megye
McNairy megye az Amerikai Egyesült Államokban, azon belül Tennessee államban található. Megyeszékhelye és legnagyobb városa Selmer. Lakosainak száma 25 866 fő (2020. április 1.). McNairy megye Chester, Alcorn, Hardin és Hardeman megyékkel határos.

## Népesség
A megye népességének változása:
| Lakosok száma | 26 051 | 26 034 | 26 167 | 26 140 | 26 066 | 25 866 |
|               | 2010   | 2011   | 2012   | 2013   | 2015   | 2020   |